# Simon McTavish

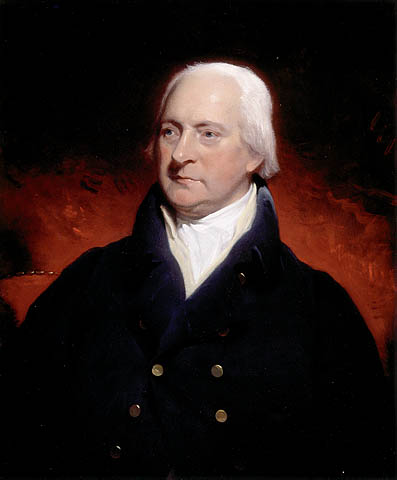
Simon McTavish.

Simon McTavish (ur. ok. 1750 w Strath Errick, zm. 6 lipca 1804 w Montrealu) – szkocki przedsiębiorca.
Pochodził z biednej rodziny; jego ojciec był wojskowym. W 1774 przybył do Nowego Jorku i rozpoczął działalność jako kupiec. W 1772 działał w Detroit, w 1773 w okolicach Niagary. Później osiadł w Montrealu.
W 1779 wraz z Benjaminem Frobisherem i jego bratem Josephem oraz z Charlesem Patersonem, Jamesem McGillem, Isaacem Toddem, Robertem Grantem i grupą mniejszych kupców zawiązał spółkę, która dała początek Kompanii Północno-Zachodniej.
W październiku 1793 poślubił Marie-Marguerite Chaboillez, z którą miał czworo dzieci.